# Xorides rufipes
Xorides rufipes är en stekelart som först beskrevs av Johann Ludwig Christian Gravenhorst 1829.  Xorides rufipes ingår i släktet Xorides och familjen brokparasitsteklar. Arten är reproducerande i Sverige. Inga underarter finns listade i Catalogue of Life.